# Felipe El Debs
Felipe El Debs est un joueur d'échecs brésilien né le 29 janvier 1985 à São Carlos.
Au 1er juin 2022, il est le troisième joueur brésilien avec un classement Elo de 2 545 points.

## Biographie et carrière
Grand maître international depuis 2010, Felipe El Debs a représenté le Brésil lors de la Coupe du monde d'échecs 2017 (battu au premier tour par Le Polonais Radosław Wojtaszek). Il a joué dans l'équipe du Brésil lors de quatre olympiades (en 2008, 2014, 2016 et 2018), jouant au troisième échiquier brésilien en 2008 et 2016. Il fut champion du Brésil junior en 2005 en marquant 9 points sur 9 à São Paulo. En 2020, il finit 1er-6e ex æquo du Floripa Chess Open (quatrième au départage).
En 2014, il finit septième ex æquo (onzième au départage) du championnat panaméricain d'échecs avec 8 points marqués en onze rondes. En 2018, il finit douzième du championnat panaméricain avec 7,5 points marqués en onze ronde. En 2013, il remporta la médaille de bronze individuelle et la médaille de bronze par équipe au championnat panaméricains par équipe.